# Universitat de York
|  | Aquest article tracta sobre la universitat britànica. Per a la seva homònima canadenca, vegeu Universitat de York (Canadà) |

La Universitat de York és una universitat britànica a York, Anglaterra. Fundada el 1963, la universitat s'ha ampliat a més de trenta departaments i centres, que cobreixen una àmplia gamma de matèries.
Al sud-est de la ciutat de York, el campus universitari té una mida d'aproximadament 200 hectàrees. El campus original, Campus West, incorpora el York Science Park i el National Science Learning Centre, i la seva vida salvatge, els llacs del campus i la vegetació són destacables. El maig de 2007 la universitat va rebre permís per construir una extensió al seu campus principal, en terrenys cultivables just a l'est del poble proper de Heslington. El segon campus, Campus East, es va obrir el 2009 i ara acull cinc universitats i tres departaments, així com espais per a conferències, un poble esportiu i una start-up 'incubadora'. La institució també lloga King's Manor al centre de la ciutat de York. La universitat va tenir uns ingressos totals de 496,6 milions de lliures el 2022-2023, dels quals 96,8 milions de lliures eren de subvencions i contractes de recerca, amb una despesa de 497,0 milions de lliures.
York va ser una de les primeres Plate glass university establertes a la dècada de 1960, i gestiona un distintiu sistema universitari amb 11 universitats a partir del 2022. L'onzena universitat, David Kato, es va inaugurar el 2022. La universitat és membre de grups de recerca regionals, inclosos el Grup N8 i el Consorci de la Universitat White Rose, així com el Grup Russell nacional.
Destaca per ser una universitat reconeguda internacionalment, i a nivell anglès 18 dels 23 departaments tenen 5 estrelles.